# Formica latinodosa
Formica latinodosa es una especie extinta de hormiga del género Formica, familia Formicidae. Fue descrita científicamente por Théobald en 1937.
Habitó en Francia. Se registró en la ciudad de Aix-en-Provence.